# Wandly Yazid

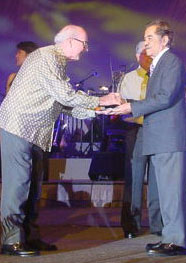

Hj Wandly Yazid, född den 24 februari 1925, död den 5 augusti 2005, var en malaysisk musiker, kompositör och filmarrangör som var aktiv under 1940-talet, 1950-talet och 1960-talet. Han är känd för att ha komponerat Gurindam Jiwa, sången till den klassiska filmen med samma namn.

## Utmärkelser (ett urval)
- 1953: Award for Best Documentary, av Malayan Film Unit för filmen Hassan’s Homecoming (bakgrundsmusik av Wandly Yazid).
- 2001: Jasawan Agung Minang (Meritorious Minang Award), av Persatuan Minangkabau Singapura eller Singapore Minangkabau Association (SMA).
- 2001: COMPASS Meritorious Award, av Composers and Authors Society of Singapore (COMPASS).